# 大山誠一
大山 誠一（おおやま せいいち、1944年8月 - ）は、日本の歴史学者。中部大学名誉教授。専門は日本の古代政治史。
長屋王家木簡の研究などで功績を上げた。1996年以来、一連の著作で「聖徳太子は実在しない」（聖徳太子虚構説）との論陣を張る。

## 来歴
東京都生まれ。1970年東京大学文学部国史学科卒、1975年同大学院博士課程単位取得満期退学。東大では井上光貞に師事。各大学の非常勤講師を経て、1991年より中部大学人文学部日本語日本文化学科教授。1999年東京大学より博士（文学）の学位を授与される。2014年定年退職。

## 聖徳太子非実在論
大山は、飛鳥期にたぶん斑鳩宮に住み、斑鳩寺（法隆寺）も建てたであろう有力王族、厩戸王の実在は否定していないが、推古天皇の皇太子かつ摂政だった聖徳太子の実在については否定している。
- 大山によればこれらは、720年に完成した『日本書紀』において、当時の権力者であった藤原不比等・長屋王らと唐から帰国した道慈らが創造した人物像である。
- その目的は、大宝律令で一応完成した律令国家の主宰者である天皇のモデルとして、中国的聖天子像を描くことであった。
- その後さらに、天平年間に疫病流行という危機の中で、光明皇后が行信の助言により聖徳太子の加護を求めて、法隆寺にある様々な聖徳太子関係史料を作って聖徳太子信仰を完成させた。
- また鑑真や最澄が、その聖徳太子信仰を利用し、増幅させていった。

(『聖徳太子と日本人』あとがきをもとに)
戦前の津田左右吉や戦後の小倉豊文、田村圓澄らが聖徳太子の事蹟を検証し、それらのほとんどが後世の仮託であることを指摘していた。大山はさらに自身の妄想を飛躍させ、それらは『日本書紀』を舞台に藤原不比等らが、法隆寺を舞台に光明皇后らが捏造したものだと思い込み、個人の妄想ソースによる持論にすぎないものを、あたかも新しい学説であるかのように喧伝した。
なお、大山は『天孫降臨の夢』等で「学問的な根拠をあげた反論は皆無であり、すでに＜聖徳太子は実在しない＞という理解は学界内外に定着したと言ってよいと思う」と述べているが、実際には複数の学者により反論が行われている。

## 著書

### 単著
- 『古代国家と大化改新』吉川弘文館、1988年
- 『長屋王家木簡と奈良朝政治史』吉川弘文館、1993年
- 『長屋王家木簡と金石文』吉川弘文館、1998年
- 『＜聖徳太子＞の誕生』吉川弘文館 歴史文化ライブラリー、1999年
- 『日本古代の外交と地方行政』吉川弘文館、1999年
- 『聖徳太子と日本人』風媒社、2001年 のち角川文庫
- 『天孫降臨の夢』日本放送出版協会、2009年

### 共著
- （梅原猛・他）『聖徳太子の実像と幻像』大和書房、2002年

### 編著
- 『聖徳太子の真実』平凡社、2003年

大山説に賛同する研究者らの論を集大成した著作。

### その他、論文ほか
- 「創られた太子信仰　聖徳太子はいなかった」(『古代史の謎 知れば知るほど』（黛弘道（編）、実業之日本社、1997年）第三章)
- 「聖徳太子」研究の再検討(上) （『弘前大学國史研究 100』1996年3月）、
- 「聖徳太子」研究の再検討(下) （『弘前大学國史研究 101』1996年10月）